# 都市農業

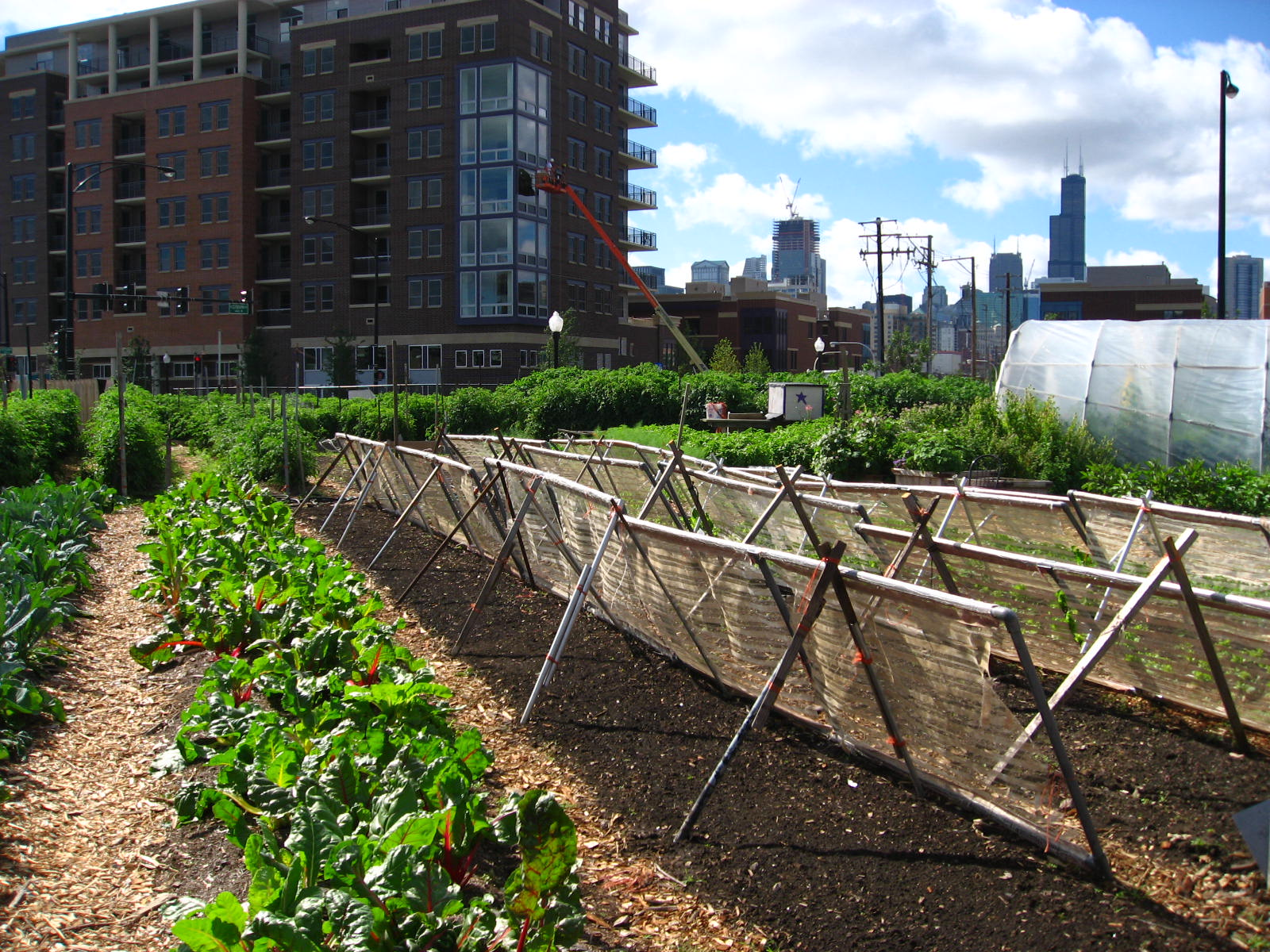
城市農場在芝加哥

都市農業（英語： 或 ）是指地處都市及其延伸地帶，緊密依託並服務於都市的農業，由二十世紀美國一些經濟學家 首先提出。
都市農業包含畜牧業、養殖業、農林業、城市養蜂業及園藝業，這些活動常發生於城郊地區。

## 起源
都市農業最早出現在1930年的日本《大阪府農會報》上，作為學術名詞則最早出現在日本學者青鹿四郎1935年發表的《農業經濟地理》一書中。20世紀50年代初，美國一些經濟學家開始研究都市農業，直到1977年美國農業經濟學家艾倫·尼斯撰寫的《日本農業模式》一書明確提出“城市農業”一詞，城市農業在日語中用漢字書寫即為。

## 產生原因
都市農業是工業化、高科技化引發的必然結果，隨著環境意識和對綠色田園生活嚮往，漸漸提升了對生活品質的追求，成為了都市農業產生的動力。都市生活環境品質的惡化是一個極大的原因，城市人口密度大，空間狹小環境差，居民壓力大渴望優美環境，造成郊區觀光旅遊和教育需求。都市具有相對較高的人力和資本，在經濟發展不平衡的狀況下，農業生產領域高水平的人力資本在大城市遠近郊聚集，郊區周圍的傳統農業漸漸被都市農業替代。

## 功能
- 由於耕作地區位於室內或周邊地區，運輸距離短，不僅減少碳足跡，農產品可就近安全運送，為居民提供安全、健康、衛生食物。
- 增加了都市的開放空間，當災害發生時能提供開闊空間以供居民避難，提升居民安全保障。
- 增加都市地區學童與居民的教育機會，學童、居民們可就近與農耕生活互動，增加市民與農民交流學習的機會，為市民提供農業知識教育。
- 兼具了生態與環保的功能，可美化環境、調節都市空氣品質與氣候。
- 農業相關建設例如灌排水渠道，可優化都市排水系統。
- 造就生態城市、低碳城市可能
- 友善利用了都市內的閒置空間，成為城市農場、城市森林綠洲、儲水場
- 成為都市之肺，減少都市無限制開發，增加城市綠化帶，也可就近滿足市民需要。
- 帶動相關產業發展（例如健康飲食餐廳）
- 為運用高科技的綠色農業，促進科技研發應用[3]

## 特色
- 為在都市以及其周邊間隙地區經營的農業，不同於一般的郊型農業。
- 除經濟功能開發，還須顧慮生態、社會等功能開發，才能達到全方位的都市農業。
- 此表現高度集約化的經營模式，以生產、加工、銷售經營一體化，為都市服務，進而達到高度農業的發展形態。
- 設立相關農業的設施，給都市增添綠色景觀。
- 都會區域綜合糧食自給自足
- 都市農業將城市人同自然界連接起來
- 優化城鄉功能整合
- 多元綠色空間活化、景觀可食化、公園生態化

## 類型
- 農業公園：農業與公園結合
- 屋頂農園：充分運用利用頂樓空間
- 市民農園：公有地開放市民承租，吸引市民直接參與
- 觀光農園：開放式的農園，使人民實際參觀農產過程
- 高科技農業園區:透過高科技生產和管理技術，提高生產效益
- 休閑農場：休閒觀光為主，吸引市民實際親近自然、體驗農村生活
- 設施型農業：運用現代科技與先進的農藝技術，建立現代化的農業設施
- 特色型農業：透過先進的科技，使農產品在國際市場上具有競爭力的特色農業。

## 特色
- 空間佈局
- 城鄉融合
- 多功能性：可为消费者提供劳动体验、观光
- 高智能化
- 高度產業化、市場化
- 行政關係

## 範例國家
- 英國倫敦：塑造田園城市-具有完善自然保護政策，保護大量綠地面積，規定相鄰地區的發展不能影響自然保護地，並留出生物通道，形成開敞空間的網絡結構，是世界公認的“綠色城市”和“最適宜居住的城市”之一。另有城市農場，提供菜園租賃、親子互動遊戲、進行環境教育。成為了不只是一個倫敦人休閒的硬體場所，更重要的是其維繫了社區鄰里網絡。
- 美國紐約：紐約人口多樣化，需求也相對較多樣，很多城市居民在可能的條件下通過庭院生產來滿足其特色食品需求。出現了一些城市社區生活與農業生產建立直接聯繫的小型家庭農場。
- 日本東京：日本的都市農業，指包含在都市內的農業及都市近郊的農業。日本是一個土地資源十分有限的島國。由於土地屬私有制，為保留土地以達到增值的目的，一些農戶不願過早出賣自己所擁有的土地，於是將繼續耕種的土地在高樓大廈林立的城市內保留了下來。人們發現，都市內的農業，不僅為城市增添了綠色，增加了觀賞的景點、而且改善了城市的生態環境，有不可忽視的存在價值。如東京開發了“高樓田地”與“地下農場”，充分利用發展都市農業的有限空間。主要教育目的較高。日本地區還有另三種都市農業類型:觀光型、設施型、特色型[4]
- 德國：早在中世紀就有庭院園藝農藝。19世紀利用庭園建立小菜園自給自足。而後正式建立了“市民農園”體制，以健康為出發點。市民公園的土地來源於兩大部分：一部分是鎮縣政府提供的公有土地。市民共同承租市民農園，可自行決定如何經營，種植任何作物政府都不加干涉，但產品卻不能出售。如果承租人不想繼續經營，可以中途推出或轉讓，市民農園選出的管委會選出新的承租人繼續租賃，新承租人要承擔原承租人合理的已投入的費用。目前德國市民農園呈興旺之勢，其產品總產值占到全國農業總產值的三分之一。[4]
- 新加坡：現代化集約的農業科技園-新加坡本身是一個城市國家，因土地的缺乏，以追求高科技和高產值為目標，國家投資高科技農園，承租給商人使用。另有生技農園，做研發工作。
- 荷蘭：荷蘭自己沒有都市農業的說法，但荷蘭人口密度大，農業緊靠大中城市，特別是其園藝業和奶牛業，位於大中城市的“都市圈內”是農業高度發達的國家，其發展目標不再是追求產量，而十分強調農業與環境、自然的協調發展，重視農業的社會責任，這為荷蘭形成“綠色生產力”打下一個很好的基礎。在荷蘭都市農業中，花卉業和奶牛業是特別重要的產業，園藝業產品從農村（相當於郊區）到城市不但距離短。荷蘭溫室產業具有高度工業化的特征。由於擺脫了土地的約束和天氣的影響，溫室園藝產品可以實現按工業方式進行生產和管理，其種植過程不僅可以安排特定的生產環節和生產周期，在產後的包裝、銷售方面，也同工業生產如出一轍，真正成了“工廠化農業”。[4]
- 古巴哈瓦那：「都市農業」的先驅領導，透過都市農業減少能源使用，充分利用都市土地，在有限的都市資源下進行有機堆肥、控制污水及澆灌系統的經營管理。